# رولان دي لاكروز
رولان دي لاكروز (بالإسبانية: Rolan De la Cruz)‏ (3 أكتوبر 1984 كولومبيا - ) هو لاعب كرة قدم كولومبي، يلعب كلاعب وسط، شارك في كأس الأمم الأفريقية 2012.

## مسيرته

### مسيرته مع المنتخبات الوطنية
- 2011 - 2012 لعب مع منتخب غينيا الاستوائية لكرة القدم 3 مباريات.

### مسيرته مع الأندية
- 2005 - 2008 لعب مع ديبورتيفو كالي 26 مباراة سجل خلالها هدف.
- 2007 - 2007 لعب مع إنديبنديينتي سانتا في 4 مباريات.
- 2007 - 2007 لعب مع ديبورتيفو باستو 6 مباريات.
- 2008 - 2008 لعب مع Cortuluá [الإنجليزية]‏ 12 مباراة سجل خلالها هدف.
- 2009 - 2011 لعب مع نادي ديبورتيفو أراب يونيدو 6 مباريات سجل خلالها هدف.

## روابط خارجية
- رولان دي لاكروز على موقع قاعدة بيانات كرة القدم.إي يو (الإنجليزية)
- رولان دي لاكروز على موقع قاعدة بيانات كرة القدم.إي يو (الإنجليزية)
- رولان دي لاكروز على موقع ناشيونال فوتبول تيمز (الإنجليزية)
- رولان دي لاكروز على موقع Soccerway.com (الإنجليزية)